# Setagrotis pallidicollis
Setagrotis pallidicollis är en fjärilsart som beskrevs av Augustus Radcliffe Grote 1880. Setagrotis pallidicollis ingår i släktet Setagrotis och familjen nattflyn. Inga underarter finns listade i Catalogue of Life.